# Jean-Baptiste Chermanne
Jean-Baptiste Chermanne (ou Chermane, Chalmagne, Charmanne), né à Hanzinelle (Belgique) le 17 avril 1704 et mort à Thuin (Belgique) le 14 juin 1770, est un architecte et entrepreneur des Pays-Bas autrichiens et de la Principauté de Liège.

## Biographie

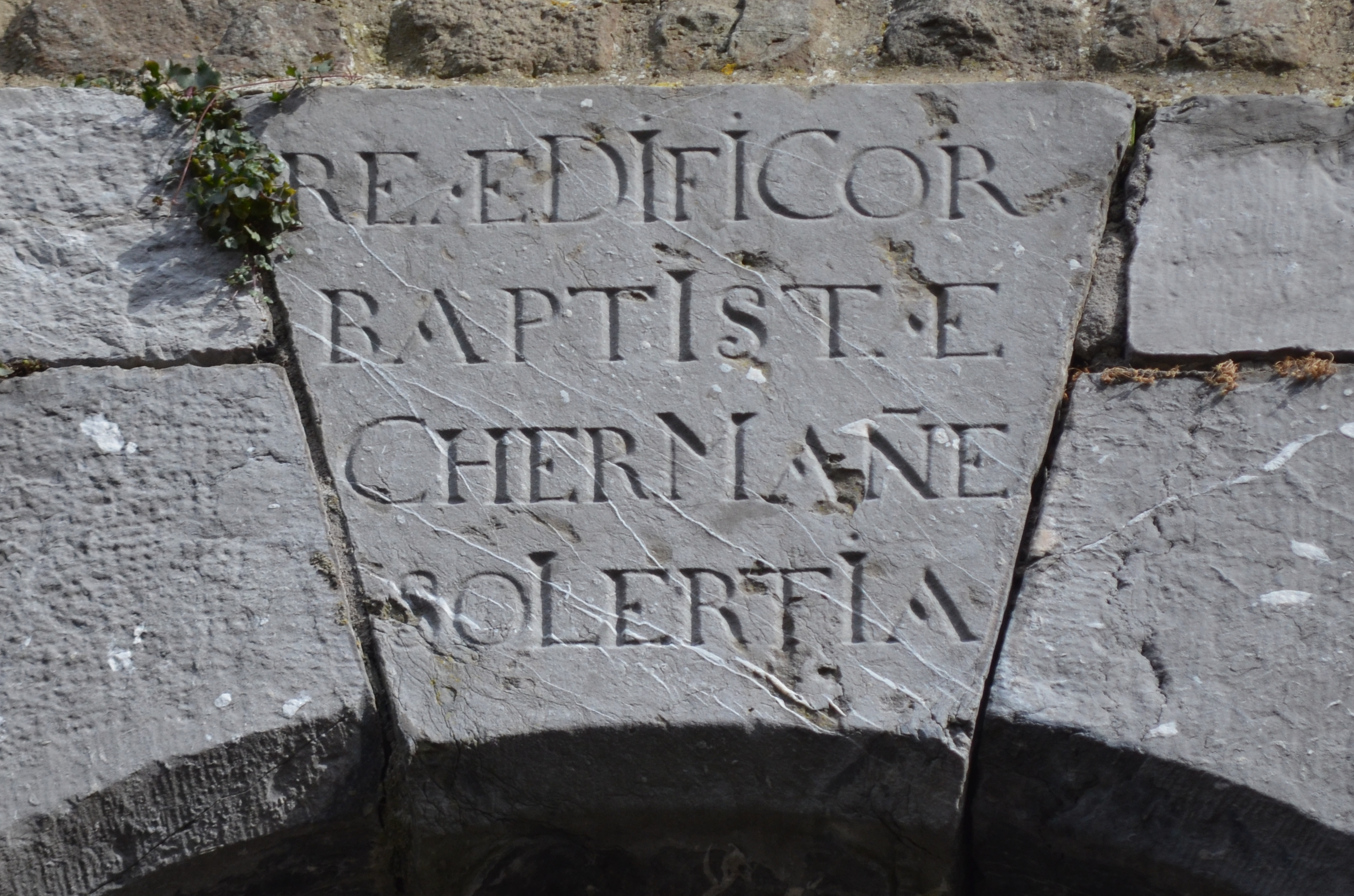
Chronogramme sur le beffroi de Thuin avec le nom de Chermanne.

Né à Hanzinelle en 1704, fils de Pierre Chermanne et Suzanne Vanchelle, Jean-Baptiste Chermanne épouse à Thuin, le 5 février 1736, Jeanne Fagot, appartenant à une famille bourgeoise. Le couple aura neuf enfants. Jeanne décède le 27 juillet 1758,.
Probablement via les Fagot qui en faisaient partie, Jean-Baptiste entre dans le stil des drapiers de Thuin en 1736. Reçu maître dans le stil, il peut ainsi devenir bourgeois de Thuin et participe à l'élection du Magistrat en qualité de marchand drapier. Il est lui-même élu bourgmestre-régent de Thuin pour les années 1753, 1760 et 1764.
En 1751, il est reçu dans la confrérie du Saint-Sacrement, institution paroissiale d'allure aristocratique ne comportant que 13 membres. Le registre de la compagnie le qualifie d'architecte expert.
À sa mort, en 1770, et pour sortir d'indivision, ses héritiers vendent sa maison située près de la collégiale et ses meubles, à l'exception de ses papiers d'architecture.

## Œuvres
« L'étude des œuvres encore existantes révèle la prédilection de l'architecte pour un style Louis XV où subsistent des traces de style Louis XIV. L'emploi des colonnes et pilastres ioniques est un élément dominant de son œuvre ».
- 1740 : église Saint-Lambert de Laneffe
- 1746 : château de Hanzinelle
- 1750-1752 : hôtel de Groesbeeck-de Croix, à Namur
- 1750-1755 : château de Franc-Waret
- 1751 : chargé de la direction des travaux de la cathédrale Saint-Aubain (œuvre de Gaetano Matteo Pisoni), à Namur
- 1754 : Collégiale Saint-Gangulphe, à Florennes
- 1754-1755 : collégiale Saint-Théodard et le beffroi de Thuin
- 1755 : église des Carmélites déchaussées de Namur
- 1762 : abbaye de Salzinnes (disparue)

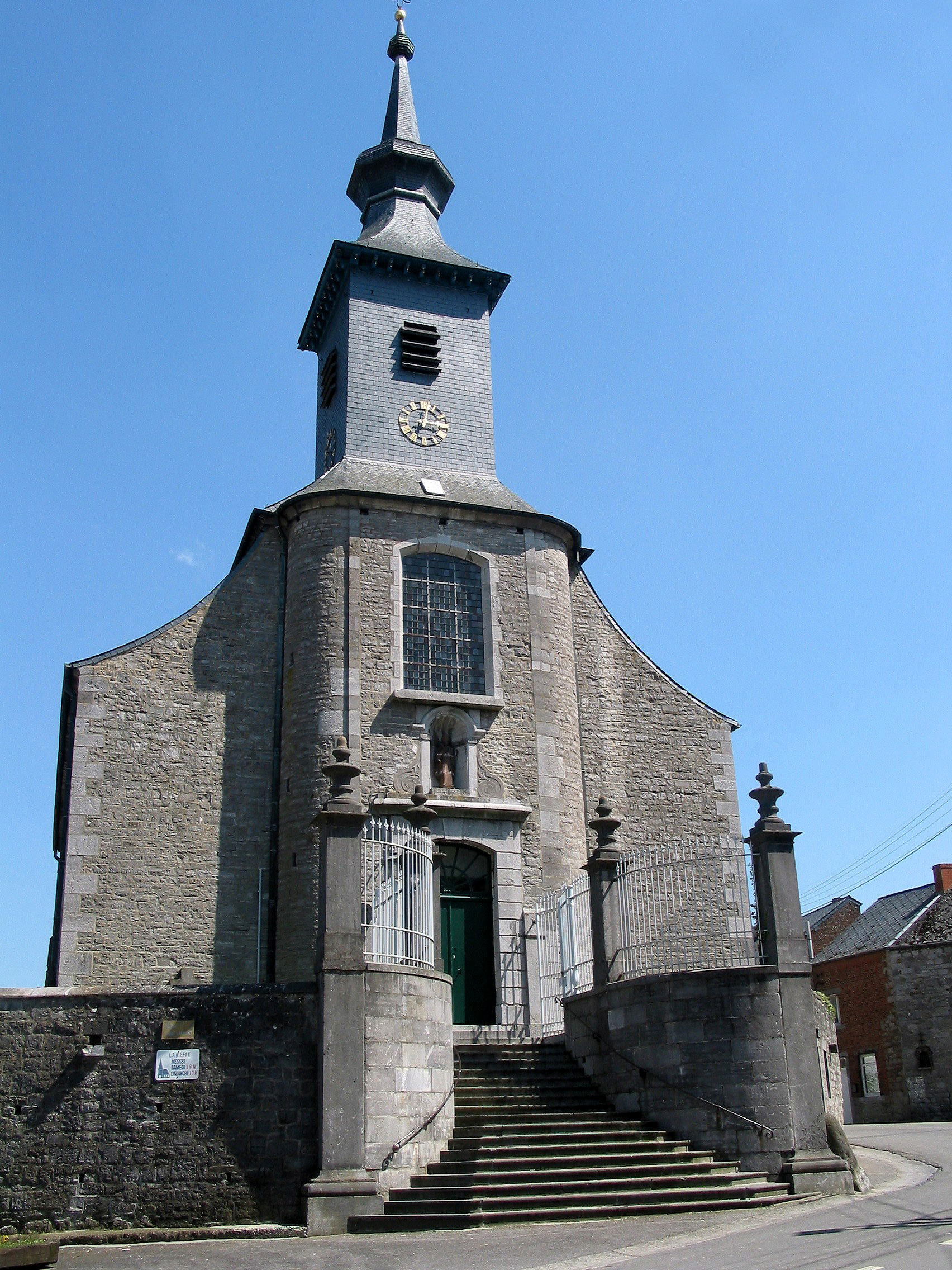
Église Saint-Lambert, à Laneffe.
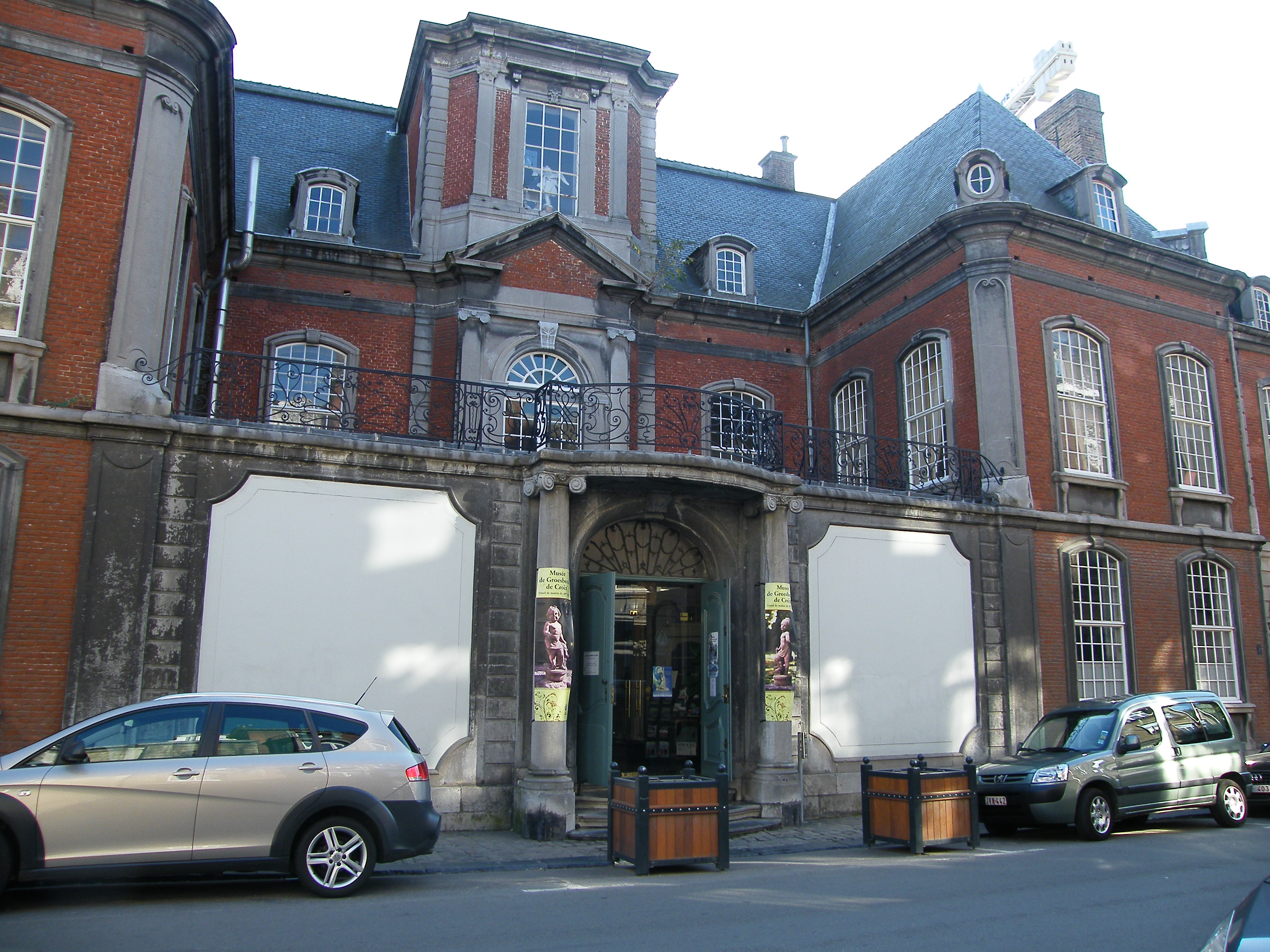
Hôtel de Groesbeeck-de Croix, profondément réaménagé par Jean-Baptiste Chermanne.
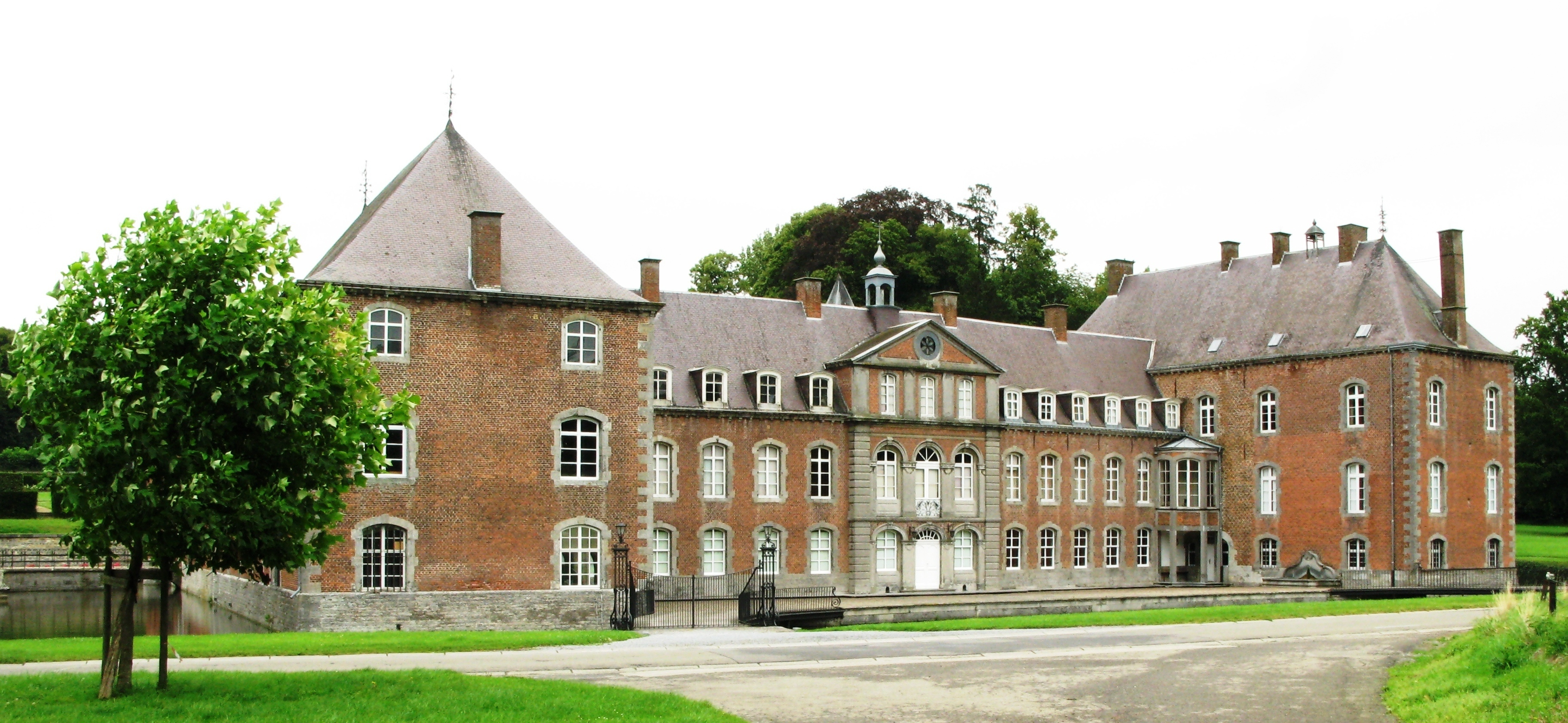
Château de Franc-Waret, remodelé sur les plans de Chermanne.
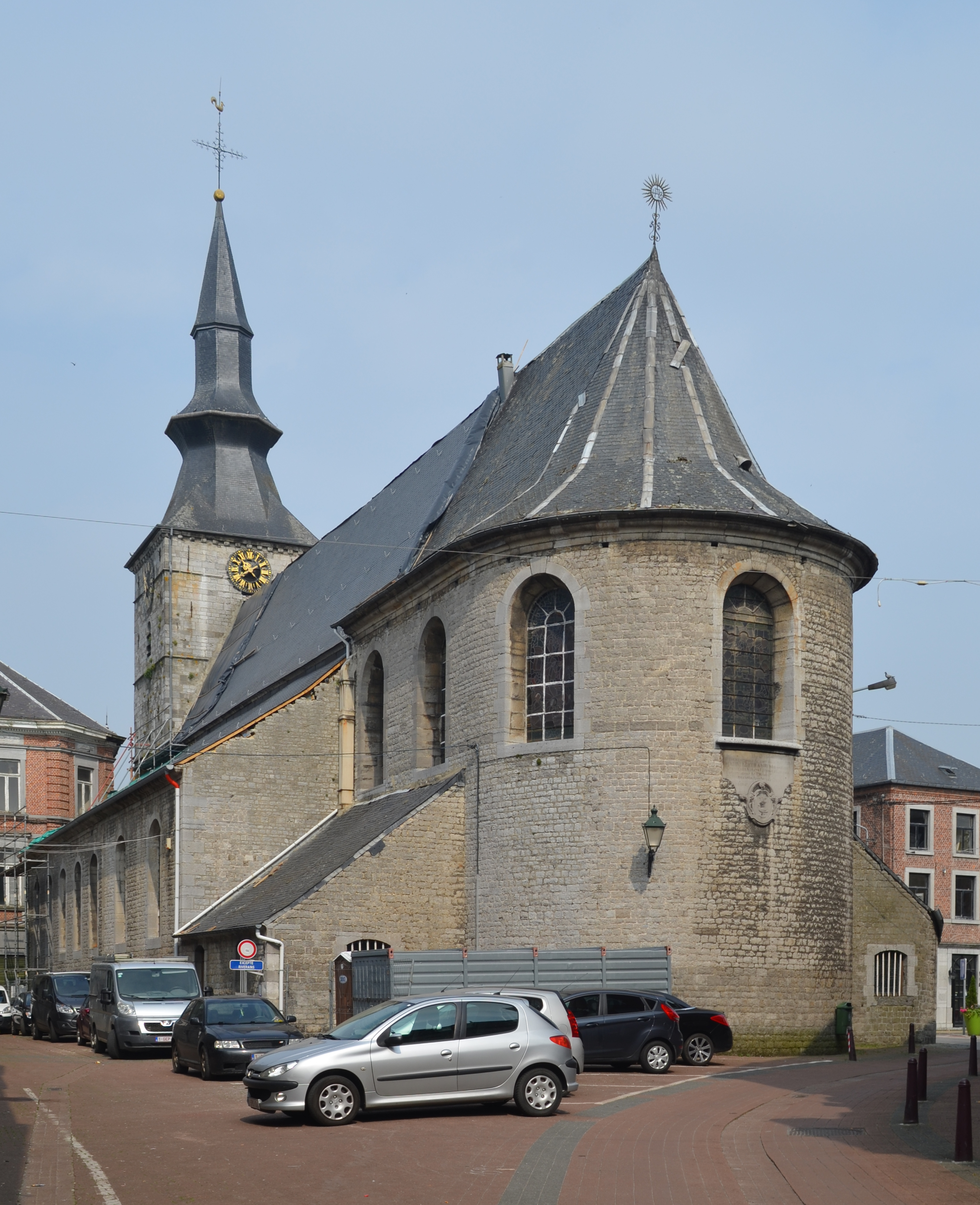
Collégiale de Florennes.